# Hymn Serbii
Боже правде (transkrypcja łacińska Bože pravde, Sprawiedliwy Boże) – hymn Serbii napisany w roku 1872 z muzyką Davorina Jenki i słowami Jovana Đorđevicia i przyjęty 8 listopada 2006.
Słowa hymnu w okresie Królestwa Serbii, nawiązywały do serbskiego króla. Obecnie w Serbii używa się nieco zmodyfikowanych słów, dla podkreślenia, że nie istnieje już monarchia serbska. Cztery wersy zostały zmodyfikowane; w trzech z nich słowa Serbski król zmieniono na Serbskie ziemie, a w czwartym - Boże, zachowaj serbskiego króla na Boże, zachowaj, Boże, obroń.
cyrylicą
Боже правде, ти што спасе

од пропасти досад нас,

чуј и одсад наше гласе

и од сад нам буди спас.

Моћном руком води, брани

будућности српске брод,

Боже спаси, Боже храни,

српске земље, српски род!*

Сложи српску браћу драгу

на свак дичан славан рад,

слога биће пораз врагу

а најјачи српству град.

Нек на српској блиста грани

братске слоге златан плод,

Боже спаси, Боже храни

српске земље, српски род!*

Нек на српско ведро чело

твог не падне гнева гром

Благослови Србу село

поље, њиву, град и дом!

Кад наступе борбе дани

к' победи му води ход

Боже спаси, Боже храни

српске земље, српски род!*

Из мрачнога сину гроба

српске славе нови сјај

настало је ново доба

Нову срећу, Боже дај!

Отаџбину српску брани

пет вековне борбе плод

Боже спаси, Боже брани*

моли ти се српски род!
transkrypcja łacińska
Bože pravde, ti što spase

od propasti dosad nas,

čuj i odsad naše glase

i od sad nam budi spas

Moćnom rukom vodi, brani

budućnosti srpske brod,

Bože spasi, Bože hrani

srpske zemlje, srpski rod!*

Složi srpsku braću dragu

na svak dičan slavan rad

sloga biće poraz vragu

a najjači srpstvu grad.

Nek na srpskoj blista grani

bratske sloge zlatan plod

Bože spasi, Bože hrani

srpske zemlje, srpski rod!*

Nek na srpsko vedro čelo

tvog ne nadne gneva grom

Blagoslovi Srbu selo,

polje, njivu, grad i dom!

Kad nastupe borbe dani

k pobedi mu vodi hod

Bože spasi, Bože hrani

srpske zemlje, srpski rod!*

Iz mračnoga sinu groba

srpske slave novi sjaj

nastalo je novo doba

Novu sreću, Bože daj!

Otadžbinu srpsku brani

pet vekovne borbe plod

Bože spasi, Bože brani*

moli ti se srpski rod!
tłumaczenie na polski
Boże sprawiedliwości, coś ratował

od zagłady dotąd nas

słysz i teraz głosy nasze

i ratunkiem bądź dla nas

Mocną ręką chroń i prowadź

przyszłości Serbów korab

Boże zbaw nas, Boże ochroń

serbskie ziemie, serbski ród

Pogódź drogich braci Serbów

na wspólny, sławny trud

Jedność będzie klęską wroga

a Serbom - opoką najmocniejszą.

Niech na serbskiej błyszczy gałęzi

bratniej zgody złoty owoc

Boże zbaw nas, Boże ochroń

serbskie ziemie, serbski ród

Niech na serbskie jasne czoła

Twój nie spadnie gniewu grom

Pobłogosław Serbom sioła,

Pola, niwy, miasto i dom!

Gdy nastąpią walki dni

do zwycięstwa wiedź go!

Boże zbaw nas, Boże ochroń

serbskie ziemie, serbski ród

Z mrocznego grobu zaświtały

serbskie sławy, błyszczące znów

nowe czasy nastały,

nowe szczęście Ty nam, Boże, daj!

Ojczyznę serbską broń,

owoc pięciu wieków walki

Boże zbaw nas, Boże broń

modli się do Ciebie serbski ród!